# IC 1258
IC 1258 — галактика типу Sa (спіральна галактика) у сузір'ї Дракон.
Цей об'єкт міститься в оригінальній редакції індексного каталогу.